# ارنست دوشن
ارنست دوشِن (به انگلیسی: Ernest Duchesne) متولد ۳۰ مه ۱۸۷۴ در شهر پاریس، پزشک فرانسوی است که برای نخستین بار کشف کرد که بعضی از کپک‌ها قابلیت خنثی سازی قدرت تکثیر باکتری را دارند.
کشف قابلیت خنثی‌سازی کپک‌ها توسط الکساندر فلمینگ تنها ۳۲ سال پس از وی صورت گرفت و در این فاصله زمانی، از این کشف بهره‌برداری نشد.

## زندگی‌نامه
دوشن در سال ۱۸۹۴ وارد مدرسه خدمات بهداشتی نظامی لیون می‌شود. تز دوشن پژوهشی بود بر تقابل بین کپک‌ها و میکروب‌ها و رفتارهای میکروب‌ها. وی با دفاع از تز خود موفق به دریافت دکترا در سال ۱۸۹۷ شد. این نخستین بار بود که پژوهشی بر روی امکان درمان بیماری‌های میکروبی با بهره بردن از رفتار کپک‌ها در مقابل میکروب‌ها انجام شده بود.
پژوهش دوشن شامل تعامل بین باکتری اشریشیا کلی (Escherichia coli) و قارچ پنیسیلیوم گلوکوم (Penicillium glaucum) بود که نشان می‌داد که در شرایط برابر در ظرفی که تنها این دو نمونه وجود دارند پنیسیلیوم گلوکوم می‌تواند اشریشیا کلی را کاملاً از بین ببرد.
دوشن همچنین ثابت کرد که اگر در یک حیوان از پیش پنیسیلیوم گلکوم منتقل شده باشد، با ورود مقدار کشنده‌ای از میکروب باسیل حصبه، همچنان حیوان بدون تاثیرات میکروب این بیماری است.
دوشن پس از اینکه انستیتو پاستور تز وی را بخاطر جوان و ناشناس بودنش رد می‌کند درخواست کرد تا پژوهش‌های دقیق‌تر در این مورد صورت بگیرد ولی ارتش پس از ارائه دیپلم به وی هیچ تحقیقاتی در این مورد انجام نداده و پی‌گیری این پروژه به فراموشی سپرده شد. پس از آن ارنست دوشن دیگر هیچگاه در هیچ آزمایشگاهی پا نگذاشت.
دوشن پیش از دریافت عنوان پزشک دستیار در هنگ دوم هوسار دو سانلیس (2e Régiment de Hussards de Senlis) به مدت یک سال در وال-دو-گراس (Val de Grâce) دوره کارآموزی خود را گذراند. وی با روزا لاسالاس (Rosa Lassalas) که در منطقه کن زندگی می‌کرد در سال ۱۹۰۱ ازدواج کرد. همسر دوشن پس از دو سال بر اثر بیماری سل در گذشت. دو سال پس از در گذشت همسرش دوشن مبتلا به یک بیماری ناشناخته ریوی شد و سه سال بعد از خدمت در ارتش معاف شده و به مرکز مراقب‌های ویژه آملی-له-بن (Amélie-les-Bains) فرستاده می‌شود.
ارنست دوشن در تاریخ ۱۲ آوریل ۱۹۱۲ در سن ۳۷ سالگی درگذشت و در گورستان گران جاس ( Cimetière du Grand Jas) کن در کنار همسرش به خاک سپرده شد.

## انتشار تز دوشن
در سال ۱۹۴۶ انتشارات رامون و ریشو (Ramon and Richou's publication) در مجله "پیشرفت پزشکی" (le Progrés Médical) مطالبی از تز ارنست دوشن در مورد کپک‌ها و باکتری‌ها چاپ کرد و از آن پس تز دوشن در مجلات شناخته شده نیز چاپ شدند.